# Scytodes alayoi
Espèce
Scytodes alayoi est une espèce d'araignées aranéomorphes de la famille des Scytodidae.

## Distribution
Cette espèce se rencontre à Cuba et au Mexique.

## Description
Les mâles mesurent de 3,20 à 3,60 mm et les femelles de 3,50 à 5,10 mm.

## Publication originale
- Alayón, 1977 : Nuevas especies de Scytodes Latreille, 1804 (Araneae: Scytodidae) de Cuba. Poeyana, vol. 177, p. 1-20.